# Alberto del Solar (militar)
Alberto del Solar Navarrete (Santiago de Chile, 2 de octubre de 1859-Buenos Aires, 9 de agosto de 1921) fue un militar, diplomático y escritor chileno.

## Biografía

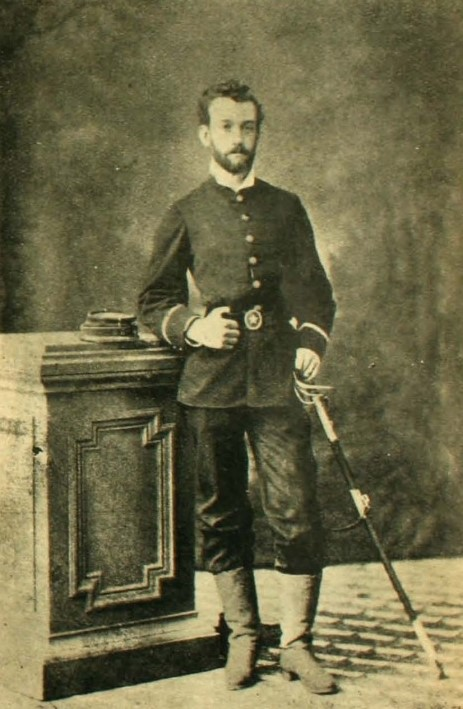
Alberto del Solar, oficial del Regimiento "Esmeralda", a los 19 años.

Hijo de Domingo del Solar y Virginia Navarrete, nació en Santiago el 2 de octubre de 1859. Cursó humanidades en el Instituto Nacional y al sobrevenir la guerra del Pacífico interrumpió sus estudios para enrolarse en el ejército, al que se incorporó con el grado de oficial. Regresó de la contienda con el grado de capitán. Durante su juventud colaboró en revistas y periódicos como La Semana y La Patria con el pseudónimo de Abel del Sorralto.
En 1886 fue nombrado adicto militar a la legación de Chile en España, teniendo como jefes al almirante Patricio Lynch y al historiador José Toribio Medina. Durante su permanencia en Madrid fue nombrado miembro honorario de la Asociación de Escritores y Artistas Españoles, cuyo presidente era Gaspar Núñez de Arce. Fue condecorado por Alfonso XII con la cruz de la Orden de Carlos III. En 1887 se le agregó a la legación de París. En la capital francesa publicó las obras Páginas de mi diario de campaña, De Castilla a Andalucía y Huincahual, además de colaborar en El Espectador, El Nuevo Mundo y La Revista Internacional.
Permaneció en Europa hasta 1890, cuando se radicó definitivamente en Buenos Aires. Ese mismo año publicó Rastaquouère. Allí escribió también Don Manuel Dorrego, ensayo histórico sobre su juventud y especialmente en relación con sus hechos en Chile durante su vida de estudiante; el opúsculo humorístico Valbuenismo y Valbuenadas, en el que critica al escritor español Antonio de Valbuena, y, en 1894, la novela Contra la marea. Llegó a ser miembro correspondiente de la Real Academia Española. Falleció en Buenos Aires el 9 de agosto de 1921.